# Dean McAmmond
Dean W. McAmmond (* 15. Juni 1973 in Grande Cache, Alberta) ist ein ehemaliger kanadischer Eishockeyspieler, der im Verlauf seiner aktiven Karriere zwischen 1989 und 2010 unter anderem 1042 Spiele für die Chicago Blackhawks, Edmonton Oilers, Philadelphia Flyers, Calgary Flames, Colorado Avalanche, St. Louis Blues, Ottawa Senators, New York Islanders und New Jersey Devils in der National Hockey League auf der Position des linken Flügelstürmers bestritten hat. Seine größten Karriereerfolge feierte McAmmond im Trikot der kanadischen Nationalmannschaft mit dem Gewinn der Goldmedaille bei der Junioren-Weltmeisterschaft 1993 und der Silbermedaille bei der Weltmeisterschaft 1996.

## Karriere
McAmmond spielte während seiner Juniorenzeit bei den Prince Albert Raiders in der kanadischen Juniorenliga Western Hockey League, bevor er beim NHL Entry Draft 1991 als 22. in der ersten Runde von den Chicago Blackhawks ausgewählt wurde. Nach einigen NHL-Einsätzen in der Saison 1991/92 mit den Blackhawks kehrte er in die WHL zurück und wechselte dort im Laufe der Saison zu den Swift Current Broncos, mit denen er 1993 den President’s Cup, die Meisterschaftstrophäe der WHL, gewann. Im selben Jahr errang er mit der kanadischen U20-Nationalmannschaft die Goldmedaille bei der Junioren-Weltmeisterschaft. 
Im Tausch wurde er gemeinsam mit Igor Krawtschuk an die Edmonton Oilers abgegeben, die im Gegenzug Joe Murphy bekamen. Diese setzten ihn anfangs in ihrem AHL-Farmteam, den Cape Breton Oilers ein. In der Saison 1995/96 schaffte er den endgültigen Durchbruch und er erreichte in der Saison 1997/98 erstmals die 50-Punkte-Marke.
In einem sieben Spieler umfassenden Tauschgeschäft kehrte er kurz vor Ende der Saison 1998/99 zu den Chicago Blackhawks zurück. Seine nächste Saison waren die Philadelphia Flyers, mit denen er das Ende der Saison 2000/01 bestritt. Es folgte die gesamte Saison 2001/02 bei den Calgary Flames, bevor er ein Jahr mit den Colorado Avalanche spielte. Zur Saison 2003/04 war er wieder zurück in Calgary. Mit den Flames erreichte er das Stanley-Cup-Finale, die dort aber den Tampa Bay Lightning unterlagen. Die Streiksaison 2004/05 verbrachte er in der AHL bei den Albany River Rats.
Zur Saison 2005/06 lief er in der NHL im Trikot der St. Louis Blues auf. Mit den Ottawa Senators erreichte er in der Saison 2006/07 erneut die Stanley-Cup-Finals. Doch trotz einer starken persönlichen Leistung konnte der flinke Linksaußen, der als schnellster Schlittschuhläufer der Senators galt, die Niederlage gegen die Anaheim Ducks nicht verhindern. Im Februar 2009 wurde er zu den New York Islanders transferiert, für die McAmmond bis zum Saisonende spielte. Nachdem er einige Zeit vereinslos war, unterschrieb er im November 2009 einen Vertrag bei den New Jersey Devils, die ihn für die Saison 2009/10 verpflichteten. Obwohl er dort als Stammspieler viel Eiszeit erhielt, verlängerte man anschließend seinen Vertrag nicht.

## Erfolge und Auszeichnungen
- 1992 WHL Plus-Minus Award
- 1992 CHL Plus/Minus Award
- 1993 President’s-Cup-Gewinn mit den Swift Current Broncos

### International
- 1993 Goldmedaille bei der Junioren-Weltmeisterschaft
- 1996 Silbermedaille bei der Weltmeisterschaft

## Karrierestatistik

### International
Vertrat Kanada bei:
- Junioren-Weltmeisterschaft 1993
- Weltmeisterschaft 1996
- Weltmeisterschaft 2000

(Legende zur Spielerstatistik: Sp oder GP = absolvierte Spiele; T oder G = erzielte Tore; V oder A = erzielte Assists; Pkt oder Pts = erzielte Scorerpunkte; SM oder PIM = erhaltene Strafminuten; +/− = Plus/Minus-Bilanz; PP = erzielte Überzahltore; SH = erzielte Unterzahltore; GW = erzielte Siegtore; 1 Play-downs/Relegation; Kursiv: Statistik nicht vollständig)